# Al-Afina
Al-Afina (arab. العفينة) – miejscowość w Syrii, w muhafazie As-Suwajda. W 2004 roku liczyła 2023 mieszkańców.